# Historier fra hele verden
Historier fra hele verden er en dansk julekalender for børn som blev vist på DR1 i 1962. Julekalenderen bestod af to dele, den første del var en kortfilm på ca. 4 minutter, som passede med dagens låge i den trykte julekalender, og den anden del var en film om børn og deres liv i forskellige fremmede lande.

## Medvirkende
- Jørn Rose
- Klaus Scharling Nielsen
- Lone Hertz
- Inge Ketti
- Ebba Nørager